# Reiner Anderl
Reiner Anderl (* 24. Juni 1955) ist ein deutscher Maschinenbauingenieur und Professor an der Technischen Universität Darmstadt.

## Leben
Reiner Anderl promovierte 1984 an der TH Karlsruhe und arbeitete danach als Ingenieur für Anlagenbau in der freien Industrie. 1991 habilitierte er sich in Karlsruhe. Seit 1993 ist er Professor für Datenverarbeitung in der Konstruktion (DiK) im Fachbereich Maschinenbau und Leiter des Fachgebietes „Datenverarbeitung in der Konstruktion“ an der TU Darmstadt. Von 1999 bis 2001 war er Dekan des Fachbereichs Maschinenbau, von 2005 bis 2010 Vizepräsident der TU Darmstadt. Seit 2021 ist Anderl emeritiert.
Seit 2017 ist Anderl Präsident der Akademie der Wissenschaften und der Literatur Mainz.

## Veröffentlichungen (Auswahl)
- Reiner Anderl et al.: CAD/CAM, Springer Verlag, Berlin, 1990, ISBN 978-3-540530565
- Reiner Anderl et al.: STEP STandard for the Exchange of Product Model Data, Vieweg & Teubner Verlag, 2000, ISBN 978-3-519063773
- Reiner Anderl et al.: EcoDesign, Springer Verlag, Berlin, 2007, ISBN 978-3-540754374
- Reiner Anderl et al.: Smart Engineering, Springer Verlag, Berlin, 2012, ISBN 978-3-642293726
- Reiner Anderl et al.: Simulationen mit NX, Carl Hanser Verlag, 2014, ISBN 978-3-446439528
- Reiner Anderl et al.: Industrie 4.0 in a Global Context, Herbert Utz Verlag, 2016, ISBN 978-3-831645046
- Reiner Anderl et al.: Industrie 4.0 Maturity Index, Herbert Utz Verlag, 2017, ISBN 978-3-831646135
- Reiner Anderl et al.: Simulationen mit NX / Simcenter 3D, Carl Hanser Verlag, 2017, ISBN 978-3-446444898